# 镶嵌地块

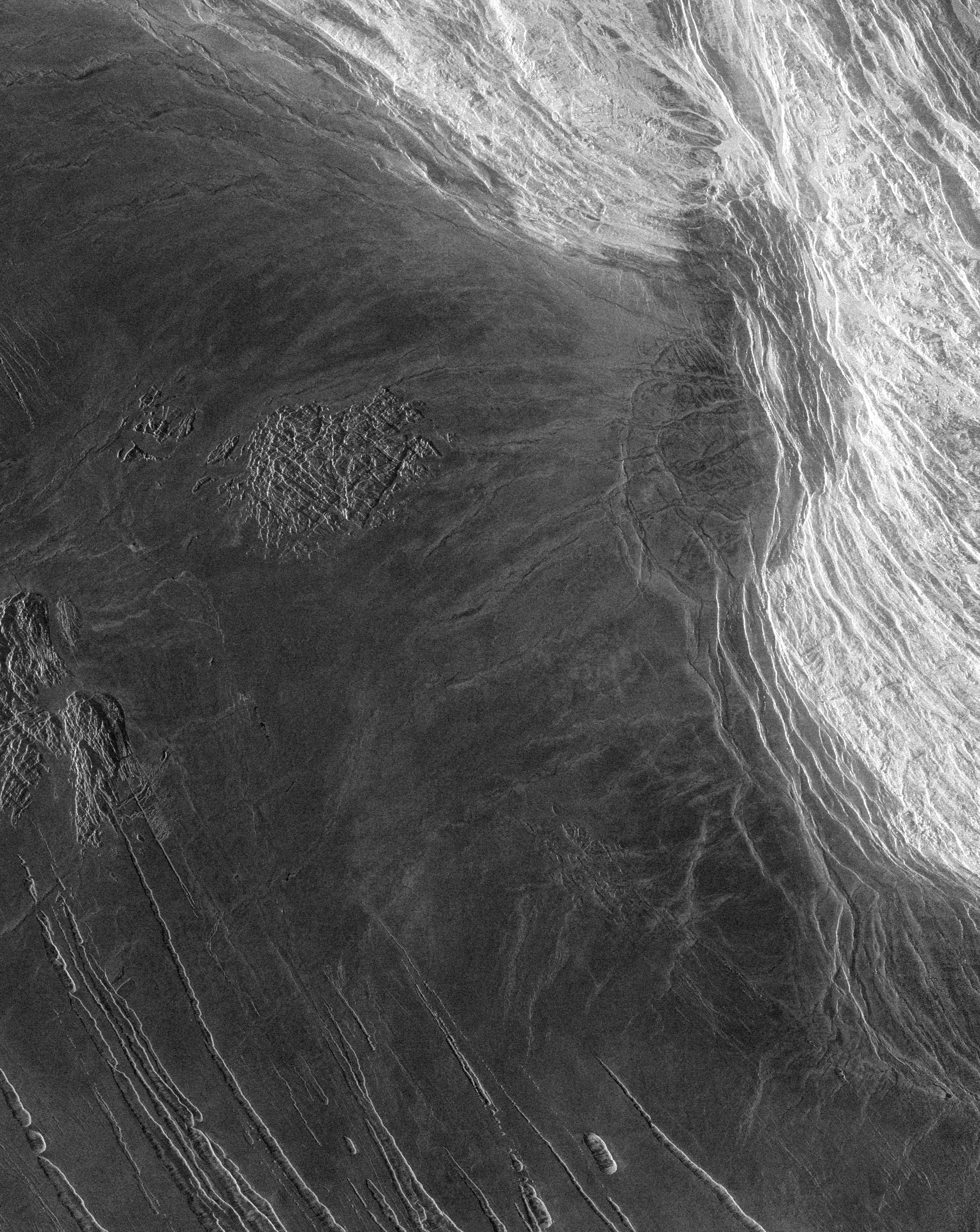
图中右侧所看到的白色部分是麦克斯韦山脉中的镶嵌地块，左侧灰色部分为拉克什米平原东部边缘。

镶嵌地块 (Tessera)是金星表面地形严重变形的区域，其特征是由两个或两个以上高地势、高雷达反向散射的交错构造单元所构成。镶嵌地块通常代表金星表面所有确定位置上最古老的地层和构造最变形的地形。镶嵌地块存在多种类型，目前尚不清楚这是否由金星地幔与局部地壳或岩石圈应力相互作用的不同而导致，抑或这些不同的地形代表了高原地壳在形成和下沉时间轴上的不同位置。目前有多种解释镶嵌地块形成的理论模型，要完全了解这种复杂的地形，有必要对金星表面作进一步深入的研究。

## 探索
先驱者金星轨道飞行器探测到异常的雷达特性和高反向散射区域，金星15号和金星16号轨道飞行器通过合成孔径雷达(SAR)成像，揭示了这些区域呈现杂乱的“瓷砖”地形，前苏联科学家将其命名为“Паркет”(镶木地板)，后来被称为“镶嵌地块”(Tesserae)。有关镶嵌地形的最新数据来自麦哲伦号金星探测器，该探测器高分辨率(约100米/像素)测绘了金星大部分表面 ，未来的金星探索计划将有助于进一步了解镶嵌地形。

## 位置
目前已辨识出镶嵌地形占金星地表7.3%的区域，总计面积约33.2×106公里2，主要分布在少数几处较大的区域内，高度集中于东经0°到东经150°之间，代表了从阿佛洛狄忒高地地壳延展中心到伊什塔尔高地地壳会聚中心间这一大片区域内。镶嵌地块几乎完全暴露在金星的高原地壳内。镶嵌地块的内露层，即高原地壳中未发现镶嵌地形的区域，被认为是高原地壳的崩塌区。大面积的镶嵌地块以它们所处的纬度进行标记，赤道和南纬地区的被标记为“区”(Regio)，而北纬地区的则被标记为“镶嵌地块”(Tesserae) 。
在金星表面特征列表下可找到所有高反射区和镶嵌地块清单，包括下面展开的镶嵌地块区域：
- 阿佛洛狄忒高地
- 阿尔法区
- 贝塔区
- 福耳图娜镶嵌地块(Fortuna Tessera)

“金星地理信息系统地图”中镶嵌地形(白色轮廓)轮廓示意图(地图来源：美国地质勘探局天体地质科学中心）

- 奥瓦达区

## 构成

地幔下潜形成高原地壳和镶嵌地形的吉尔摩模型(1998年)。

镶嵌地形代表金星古老的全球薄岩石圈时期，且未受到金星全球性地表更新事件的影响。许多研究认为，镶嵌地形可能形成于一种全球性的“洋葱皮”，并延伸到金星部分平原之下。但当前公认的模型只支持局部形成说。现存在多种解释镶嵌地形形成的理论模型，地幔下潜形成说和陆地脉动形成说是二种最被认可的模型。另一种形成于火流星撞击产生的熔岩池模型，由于科学界对火流星撞击能否产生出足够的熔融体普遍持怀疑态度，因而，并没有获得太多的关注；还有一种形成于上升的地幔热柱模型虽已提出多年，但由于预测的延伸顺序与实际观察的横切关系相矛盾，后来该理论也遭丢弃。

### 地幔下潜

高原地壳与镶嵌地形形成的汉森模型 (2006年)。

在下潜流模型，由于地幔对流形成的下潜流，会导致地壳紧缩和增厚，创造了镶嵌地形的压缩因素，地壳增厚又会导致均衡回弹形成高原地壳结构，但该模型尚不能解释对流如何传递足够的力量使几公里长的脆性材料变形。

### 陆地脉动

陆地脉动模型

在陆地脉动模型中，分化的低密度地壳在早期形成陆地的全球潜没活动中得以幸存。这些区域由于周围地幔的加热而受到上升挤压，形成了镶嵌地形的挤压特征，如褶皱冲断带和盆地穹丘地形，当地壳充分增厚后，新的岩石圈形成，引起重力崩塌，形成了镶嵌地形的延伸地貌，如广泛的地堑。这种崩塌过程中的减压又会导致部分地壳融化，产生出在镶嵌地形较大范围内可看到的太古代火山活动。该模型要求构成镶嵌地形的地层本质上是大陆性的。为支持这一模型，未来有必要前往金星取样地表成分。该模型目前无法解释导致整个地幔岩石圈分层的全球性潜沉活动，为何只留下了低密度地壳。

## 各类镶嵌地形
镶嵌地形的个别模式记录了地幔与局部区域应力相互作用的变化，这种变化表现在各种各样的地形类型中。下面列出了多种类型的镶嵌地形，但它们并非是一种分类方案，而是强调地形类型的多样性。
褶皱地形(Fold Terrain)很容易辨认出线条分明的线性结构，该种类型的地形由长度超过100公里的狭长山脊和山谷组成，这些山脊和山谷被少数与其走向相垂直的绵延裂缝(可能是由于单向收缩而形成的)所横贯。
熔岩流地形(Lava Flow Terrain)因其类似于地球上发现的绳状熔岩流而得名，带有狭长弯曲的山脊。据认为，这一地形可能是由于地壳块下方的物质运动引起的位移和变形而成。
带状地形(Ribbon Terrain)通常以互相垂直相交的线状褶皱为特征，条带是被狭窄山脊隔开的狭长槽沟。带状地形既可在大型高原地壳中看到，也可在镶嵌地形中的内露层(inliers)看到。
S-C 地形(S-C Terrain)因其几何图形类似地球上的S-C构造结构而得名。它由两个主要构造组成：同步褶皱和与之垂直相切的5至20公里长的小型地堑。与许多其他类型的镶嵌地形不同，S-C地形显示了一种简单，而非由金星上广泛分布的运动所引起的复杂变形史，该类地形也表明金星表面可能发生走滑运动。
穹丘与盆地(Basin and Dome Terrain) 也被称为蜂窝地形，由弯曲的山脊和凹槽所组成，形成类似于鸡蛋盒的图案。这些结构代表了多个变形阶段，被认为是镶嵌地形最复杂的表现形式，盆地和穹丘地形通常位于高原地壳中心内。
星状地形 (Star Terrain)是由多条各向地堑和裂缝组成，呈星形放射状。该样式被认为先前的变形和断裂区下方抬升，造成局部隆起的辐射状外观。